# Grigorij Goldenberg
Grigorij Davidovič Goldenberg (rusky Григорий Давыдович Гольденберг, 3. prosincejul./ 15. prosince 1855greg., Berdičev – 15. červenec 1880, Petrohrad) byl ruský revolucionář, terorista, člen strany Narodnaja volja.

## Životopis

### Mládí
Grigorij Goldenberg se narodil v židovské rodině obchodníka. V roce 1865 se rodina přestěhovala do Kyjeva, kde Grigorijův otec pracoval v textilní továrně. V letech 1868–1871 pracoval v otcově obchodě.
V roce 1871 nastoupil na gymnázium, odkud v roce 1873 odešel a začal se sbližovat s revolucionáři.

### Revolucionář
V roce 1874 přijel do Petrohradu za účelem vystudovat Petrohradský technologický institut, ale nepostoupil. Začal pracovat jako slévač. V roce 1876 byl zatčen a poslán do Kyjeva. Tam se stal instalatérem a sháněl prostředky pro revolucionáře.
V roce 1876 se setkal s Alexandrem Michajlovem. Na konci téhož roku odcestoval do Žitomiru. V roce 1877 strávil čas na venkově, kde propagoval marxismus mezi rolníky. V letech 1877–1878 propagoval také sionismus v Kyjevě, Berdičevu, Žitomiru a dalších městech, aktivně se podílel na studentských hnutích a mládežnických klubech.

### Zatčení, útěk z exilu a zavraždění knížete Kropotkina
V únoru 1878 byl v Kyjevě zatčen, v souvislosti s pokusem o atentát 23. února 1878 na prokurátora Kotljarevského jako osoba podezřelá z účasti. V dubnu byl propuštěn.
Nakonec byl z gubernátorova rozhodnutí střežen v Archangelsku. Dne 24. června toho roku však se třemi spoluvězni uprchl do Petrohradu.
Poté odešel do Charkova, kde 13. ledna 1879 zastřelil knížete Dmitrije Kropotkina, bratrance významného teoretika anarchismu Petra Kropotkina.

### Účast na zavraždění Alexandra II a zatčení
Na konci března 1879, spolu s Alexandrem Solovjovem přijel do Petrohradu, kde přihlížel neúspěšnému atentátu na Alexandra II. Původně měl být atentátníkem sám Goldenberg. Nakonec byl pro atentát vybrán Solovjov, Michajlov Goldenbergovi naznačil, že pokud by za carovou smrtí stál Žid, mohlo by to vyvolat sérií protižidovským pogromů, což Narodnaja volja nechtěla připustit.
V květnu 1879 vstoupil do skupiny "Svoboda a smrt".
Dne 14. listopadu 1879 byl v Jelizavetgradu zatčen, když byl v jeho kufru nalezen dynamit. Sám se poté přiznal k zavraždění Kropokina a byl uvězněn. 15. července 1880 se oběsil ve své cele na ručníku. 16. července byl pohřben.